# Eccellenza Umbria 2010-2011
Il campionato italiano di calcio di Eccellenza regionale 2010-2011 è il ventesimo organizzato in Italia. Rappresenta il sesto livello del calcio italiano ed il maggiore in ambito regionale.
Questo è il girone unico organizzato dal Comitato Regionale dell'Umbria.

## Squadre partecipanti
| Squadra              | Città                                   | Stagione 2009-10                                                     |
| -------------------- | --------------------------------------- | -------------------------------------------------------------------- |
| A.M. 98              | Acquasparta (TR)                        | 10° in Eccellenza Umbria                                             |
| Angelana             | Santa Maria degli Angeli di Assisi (PG) | 1° in Promozione Umbria/B, promossa                                  |
| Bastia               | Bastia Umbra (PG)                       | 5° in Eccellenza Umbria                                              |
| Cannara              | Cannara (PG)                            | 16° in Eccellenza Umbria, retrocesso dopo i play out e poi ripescato |
| Città di Castello    | Città di Castello (PG)                  | 11° in Eccellenza Umbria                                             |
| Collepepe            | Collepepe di Collazzone (PG)            | 2° in Promozione Umbria/B, promosso dopo play off                    |
| Grifoponte Torgiano  | Torgiano (PG)                           | 8° in Eccellenza Umbria                                              |
| Gualdo               | Gualdo Tadino (PG)                      | 9° in Eccellenza Umbria                                              |
| Narnese              | Narni (TR)                              | 6° in Eccellenza Umbria                                              |
| Nestor               | Marsciano (PG)                          | 7° in Eccellenza Umbria                                              |
| Nocera Umbra         | Nocera Umbra (PG)                       | 4° in Eccellenza Umbria                                              |
| Pierantonio          | Pierantonio di Umbertide (PG)           | 1° in Promozione Umbria/A, promosso                                  |
| San Marco Juventina  | San Marco di Perugia                    | 15° in Eccellenza Umbria, salva dopo i play out                      |
| Tiberis Montecorona  | Umbertide (PG)                          | 2° in Promozione Umbria/A, ripescata                                 |
| Trestina             | Trestina di Città di Castello (PG)      | 2° in Eccellenza Umbria                                              |
| Vis Casa del Diavolo | Casa del Diavolo di Perugia             | 12° in Eccellenza Umbria, salva dopo spareggio                       |

## Classifica finale
|  | Pos. | Squadra              | Pt | G  | V  | N  | P  | GF | GS | DR  |
|  | ---- | -------------------- | -- | -- | -- | -- | -- | -- | -- | --- |
|  | 1.   | Pierantonio          | 69 | 30 | 20 | 9  | 1  | 57 | 22 | +35 |
|  | 2.   | Trestina             | 56 | 30 | 14 | 14 | 2  | 48 | 19 | +29 |
|  | 3.   | Nestor               | 47 | 30 | 13 | 8  | 9  | 34 | 28 | +6  |
|  | 4.   | Tiberis Montecorona  | 44 | 30 | 12 | 8  | 10 | 33 | 31 | +2  |
|  | 5.   | Gualdo               | 43 | 30 | 10 | 13 | 7  | 36 | 33 | +3  |
|  | 6.   | Bastia               | 38 | 30 | 8  | 14 | 8  | 40 | 30 | +10 |
|  | 7.   | Nocera Umbra         | 38 | 30 | 6  | 20 | 4  | 27 | 28 | -1  |
|  | 8.   | Grifoponte Torgiano  | 38 | 30 | 9  | 11 | 10 | 23 | 32 | -9  |
|  | 9.   | Narnese              | 37 | 30 | 9  | 10 | 11 | 31 | 31 | 0   |
|  | 10.  | Cannara              | 37 | 30 | 8  | 13 | 9  | 23 | 26 | -3  |
|  | 11.  | Collepepe            | 35 | 30 | 8  | 11 | 11 | 29 | 39 | -10 |
|  | 12.  | Angelana             | 34 | 30 | 9  | 7  | 14 | 32 | 42 | -10 |
|  | 13.  | San Marco Juventina  | 34 | 30 | 9  | 7  | 14 | 26 | 33 | -7  |
|  | 14.  | Città di Castello    | 32 | 30 | 8  | 8  | 14 | 32 | 42 | -10 |
|  | 15.  | Vis Casa del Diavolo | 32 | 30 | 7  | 11 | 12 | 25 | 36 | -11 |
|  | 16.  | A.M. 98              | 21 | 30 | 5  | 6  | 19 | 25 | 49 | -24 |

Legenda:

      Promossa in Serie D 2011-2012.
      Ammessa ai play-off nazionali.
 Ammesse ai play-off o ai play-out.
      Retrocessa in Promozione Umbria 2011-2012.
Regolamento:

Tre punti a vittoria, uno a pareggio, zero a sconfitta.
In caso di arrivo a pari punti fra due squadre per attribuire il 1º posto (promozione diretta), il 16º posto (retrocessione diretta), il 5º posto (ultimo utile per i play-off) ed il 12º posto (primo utile per i play-out) si effettua una gara di spareggio in campo neutro.
In caso di arrivo di due o più squadre a pari punti, la graduatoria verrà stilata secondo la classifica avulsa tra le squadre interessate, che prevede in ordine i seguenti criteri: 
- Punti negli scontri diretti
- Differenza reti negli scontri diretti
- Differenza reti generale
- Reti realizzate in generale
- Sorteggio

Note:

Il Trestina è stato promosso dopo i play off nazionali.
Il Città di Castello è stato successivamente riammesso (in quanto finalista dei play out), dopo che in Serie D non si sono verificate retrocessioni di società umbre.

## Spareggi

### Play-off

#### Tabellone
|  | Semifinali | Semifinali          | Semifinali | Semifinali | Semifinali |  |  | Finale              | Finale              | Finale |  |
|  |            |                     |            |            |            |  |  |                     |                     |        |  |
|  | 5          | Gualdo              | 1          | 0          | 1          |  |  |                     |                     |        |  |
|  | 2          | Trestina            | 0          | 1          | 1          |  |  | Trestina            | Trestina            | 2      |  |
|  | 4          | Tiberis Montecorona | 0          | 3          | 3          |  |  | Tiberis Montecorona | Tiberis Montecorona | 0      |  |
|  | 3          | Nestor              | 0          | 1          | 1          |  |  |                     |                     |        |  |

#### Semifinali
|                     | Risultati |                     | Luogo e data                  |
| ------------------- | --------- | ------------------- | ----------------------------- |
| Gualdo              | 1-0       | Trestina            | Gualdo Tadino, 1º maggio 2011 |
| Trestina            | 1-0       | Gualdo              | Trestina, 8 maggio 2011       |
|                     |           |                     |                               |
| Tiberis Montecorona | 0-0       | Nestor              | Umbertide, 1º maggio 2011     |
| Nestor              | 1-3       | Tiberis Montecorona | Marsciano, 7 maggio 2011      |
|                     |           |                     |                               |

#### Finale
|          | Risultati |                     | Luogo e data                      |
| -------- | --------- | ------------------- | --------------------------------- |
| Trestina | 2-0       | Tiberis Montecorona | Città di Castello, 15 maggio 2011 |
|          |           |                     |                                   |

### Play-out

#### Tabellone
|  | Semifinali | Semifinali           | Semifinali | Semifinali | Semifinali |  |  | Finale            | Finale            | Finale |  |
|  |            |                      |            |            |            |  |  |                   |                   |        |  |
|  | 15         | Vis Casa del Diavolo | 1          | 1          | 2          |  |  |                   |                   |        |  |
|  | 12         | Angelana             | 1          | 3          | 4          |  |  | Angelana          | Angelana          | 3      |  |
|  | 14         | Città di Castello    | 0          | 3          | 3          |  |  | Città di Castello | Città di Castello | 1      |  |
|  | 13         | San Marco Juventina  | 0          | 2          | 2          |  |  |                   |                   |        |  |

#### Semifinali
|                      | Risultati |                      | Luogo e data                            |
| -------------------- | --------- | -------------------- | --------------------------------------- |
| Vis Casa del Diavolo | 1-1       | Angelana             | Casa del Diavolo, 1º maggio 2011        |
| Angelana             | 3-1       | Vis Casa del Diavolo | Santa Maria degli Angeli, 8 maggio 2011 |
|                      |           |                      |                                         |
| Città di Castello    | 0-0       | San Marco Juventina  | Città di Castello, 30 aprile 2011       |
| San Marco Juventina  | 2-3       | Città di Castello    | San Marco di Perugia, 9 maggio 2011     |
|                      |           |                      |                                         |

#### Finale
|          | Risultati |                   | Luogo e data                       |
| -------- | --------- | ----------------- | ---------------------------------- |
| Angelana | 3-1       | Città di Castello | Ellera di Corciano, 14 maggio 2011 |
|          |           |                   |                                    |